# Rigljica
Rigljica (2074 m) je gora v Martuljški skupini Julijskih Alp. Nedaleč od nje se nahaja še nekoliko višja Rušica (2096 m), ta dva vrhova zaključujeta severozahodni del gorske verige Martuljške skupine. Dobro sta vidna iz doline reke Pišnice ter iz Gozda Martuljka. 
Rigljica ni pogosto obiskana, nanjo ne vodijo urejene poti.